# どーだ!ますだおかだ
どーだ!ますだおかだは、毎日放送ラジオ（MBSラジオ）で放送されていたラジオ番組。
なお放送開始・終了日などはあくまで暦日で表記しているため、注意のこと。

## 出演者
- ますだおかだ（岡田圭右・増田英彦）

## 概要
2002年10月、ますだおかだのニュース番組として番組開始。しかしますだおかだの嗜好もあり、番組内容が徐々にプロ野球や格闘技などに傾いていく事になった。ネット配信が行われていたため、海外リスナーからのメールが読まれる事もあった。
2003年年始には6時間の正月特番を放送。同年4月から9月の野球シーズン中は月1回の放送となる。
2004年4月放送時間が深夜帯に変更となり、同時に番組開始となった『ゴーゴーモンキーズ』枠の水曜日を担当することになった。更に同年10月からは放送曜日が金曜日に変更となり『ゴーゴーモンキーズSP どーだ!ますだおかだ』として放送。
『ゴーゴーモンキーズ』が終了となった2006年3月をもって本番組も一時終了となった。一部コーナーは同局の『ゴチャ2』火曜日と、ニッポン放送の『ますだおかだのオールナイトニッポン』（『オールナイトニッポン』金曜日）に名前を変えて引き継がれた。なお番組終了の理由は、同年4月から番組開始の『オールナイトニッポン』を担当するからではなく、放送局からの番組の方針転換要請を断ったからと、中断前最後の放送で明らかにしている。また、復活後の放送によると、増田は本番組を優先させるために、『オールナイトニッポン』のオファーを断るつもりだったが放送局側から本番組の終了が伝えられたため、『オールナイトニッポン』を引き受けることになったという。そのため、中断前最後の放送でますだおかだの2人は「いつか復活する」と明言し、後番組の『ゴチャ2』のメールアドレスには、別のアドレスを使用することを明らかにした。
その後、ますだおかだは毎日放送ラジオ（MBSラジオ）で『ゴチャ2』火曜日・『ぷらっと☆ホーム』水曜日・『ますだおかだ寺田のベースボールキッズ』に出演。そして、終了から2年後の2008年4月に番組は復活。なおこれら3番組は本番組の延長線上にあたる番組として位置付けられている。
2009年4月5日、番組最終回を迎える。2006年に終了した際は名前が変わりつつもますだおかだの番組が放送されていたが、今回は完全終了となった。
番組終了に際して、担当ディレクターは今後も単発で放送していきたい（公式ページにて水曜どうでしょう内のセリフをもじって「一生どーだ!しようと思っています」と記述）としているが、実現していない。
放送作家は誠のサイキック青年団も担当していた平井浩一（通称:ポッター平井先生。岡田がハリー・ポッターに似てると言ったことがきっかけ）。
番組EDテーマには、増田が大ファンである浜田省吾の「もうひとつの土曜日」のインストゥルメンタルが使用されている。また「ゴーゴーモンキーズ」枠での放送となってからは、岡田の「閉店ガラガラ」の一言で閉められるようになった。これは、ますだおかだが以前に出演していた『MBSヤングタウン』水曜日時代のエンディングコールである。
浅い時間帯での放送時、ネタコーナーの番組ノベルティーはコーナーごとに最優秀賞に選ばれた採用者に贈られていたが、『ゴーゴーモンキーズ』枠移行に伴い、全ネタコーナーを対象とし、一ヶ月単位で集計するホームランランキングと称するポイント制に変更となった。1位となったリスナーはホームラン王と呼称され、ますだおかだのサインが書かれたホームランボールが贈られる。なお通常のメール採用者には、全員に番組ノベルティーが贈られていた。

## 放送時間
- 2002年10月 - 2003年3月、毎週土曜19:30 - 21:25
- 2003年4月 - 9月、毎月第3月曜21:30 - 22:30
- 2003年10月 - 2004年3月、毎週土曜19:30 - 21:00
- 2004年4月 - 9月、毎週木曜（水曜深夜）0:00 - 1:00（ゴーゴーモンキーズ水曜日）
- 2004年10月 - 2005年9月、毎週土曜（金曜深夜） 0:00 - 1:00（ゴーゴーモンキーズ金曜日）
- 2005年10月 - 2006年3月、毎週金曜23:45 - 25:00（同上）
- 2008年4月 - 2009年4月、毎週日曜（土曜深夜） 1:30 - 2:00

野球中継がある時は放送延長により繰り下げになる場合がある

## 番組コーナー

### 番組終了時点のコーナー
談志のコーナー
「○○ほめてやる」という形式で、世の中のほめてやる出来事を募集するコーナー。
元ネタはますだおかだがM-1グランプリで優勝した際に、審査員の立川談志から「ほめてやる」という褒め言葉を受けたことから。
コーナー開始当初は増田が談志のモノマネで「ほめてやる」と言っていた。また、番組中断時には「ますだおかだのオールナイトニッポン」にて、「ほめてやる!!のコーナー」と改題し行われていた。
そやなぁのコーナー
「○○やなぁ、～～」という形式で、○○だと思わせることを募集するコーナー。「昭和やなぁのコーナー」からの派生。
（おかだが担当するコーナーは、ますだのその場の思い付きなどでテーマがコロコロ変更になったりする。）

### 終了コーナー
岡田親分のコラッのコーナー/岡田親分のテイ！のコーナー/岡田源一郎の53歳にコラ!のコーナー
リスナーから送られてきた理不尽なネタに、岡田親分が「コラッ」と一喝するコーナー。増田の思いつきでコーナータイトルが変更されている。
番組中断時には「ゴチャ2」や「ぷらっと☆ホーム」にて、当初の岡田親分のコラッのコーナーと名前を戻して行われていた。
元ネタは「サンデーモーニング」内の週刊御意見番における大沢親分の喝から。
暗闇漫才予備校
ますだおかだが漫才で使用するネタを募集するコーナー。
岡田球児好児のゲロゲーロのコーナー
ラルクアンシエルと体育館シューズのコーナー
NHKのコーナー
NHKで使用できない商品名を取り上げ、何の事かを募集するクイズコーナー。
橘高主審の「ちょっと待て、それはボークだ」のコーナー
橘高淳がボークと判定しそうな事柄を募集するコーナー。「談志のコーナー」とネタが被っていたため早期に終了。
ペイ岡田の飛龍十番勝負
岡田が別のラジオ番組にネタハガキを投稿するコーナー。
田渕岩夫のコーナー
様々なケチエピソードが目撃された田渕岩夫のような、ケチエピソードを募集するコーナー。
ドン小西のコーナー
クイズ番組で実はアホだったことが発覚したドン小西のように、「実は○○」という事柄を募集するコーナー。
岡田のとんぼ花火
リスナーに電話を繋ぎ、ものまねネタがネタ切れぎみの岡田に伝授してもらうコーナー。コーナー名の「とんぼ花火」は岡田が得意とするものまねネタの一つ。
岡田圭右の哀愁でいと
岡田が一人でトークするコーナー。ペイ岡田の飛龍十番勝負開始に伴いコーナー終了。
ハルウララの馬のコーナー
ますおか芸能デスク
1週間にあった芸能ニュースを振り返るコーナー。
NEWS20
1週間にあった社会ニュースを振り返るコーナー。タイトルは「NEWS23」のパロディー。
岡田の多事争論
コーナー最後に岡田が1つのニュースを取り上げるコーナー内コーナー。
週刊ますおかスポーツ
1週間にあったスポーツニュースを振り返るコーナー。
岡田の波乗りオリックス
オリックス・ブルーウェーブのファンである岡田が、オリックス情報を取り上げるコーナー内コーナー。
株でOhイエー!
証券会社に勤めるますだおかだの関西外国語大学短期大学部時代の共通の知人から、アドバイスを受け株券を購入し、生じた利益をリスナーに還元しようというコーナー。松嶋尚美（オセロ）や横山たかし（横山たかし・ひろし）から援助を受け、UFJ銀行の株を購入するも利益は出ず、月1回放送に移行する際にコーナー終了。
増田のウエディングベル
当事既婚者であることを隠していた増田が、さまざまな場所で出合った美女を自らの嫁候補として紹介するコーナー。月1回放送に移行する際にコーナー終了。
岡田のはなまるパパ
2人の父親である岡田が、自らのパパぶりを紹介するコーナー。コーナーの最後には、トーク内容に則した「岡田のはなまる川柳」を岡田が紹介する。テーマ曲は忌野清志郎の「パパの歌」。ゴーゴーモンキーズ枠移行に伴いコーナー終了。
松竹芸能今週の楽屋ニュース
松竹芸能の若手芸人を招き、楽屋で起こった様々な出来事を紹介してもらうコーナー。タイトルは「ナイトinナイト」の八方の楽屋ニュースのパロディ。
岡田吉兆のコーナー
リスナーから募集した、番組内外で発生した岡田不祥事に岡田が謝罪するコーナー。
元ネタは、一連の船場吉兆の事件から。
復活前は「岡田建築士の証人喚問のコーナー」だった。
番組終了から一旦は休止していたが、2006年10月から「ますだおかだのオールナイトニッポン」にて「岡田は怖い」と改題し復活。
現在でも、リスナーからの謝罪要求があると不定期に行われる。岡田の肩書はその時々の時事ネタから取られる（岡田建築士、岡田吉兆など）。
デコトラのコーナー
「俺のデコトラ○○」という形式で、デコトラ自慢を募集するコーナー。
ますだおかだ出演の映画「デコトラの鷲5」公開を記念したコーナー。コーナー最終回時には主演の哀川翔が電話出演し、最優秀賞を決定した。
昭和やなぁのコーナー
「昭和やなぁ、～～」という形式で、今から見ると昭和を思わせるネタを募集するコーナー。「談志のコーナー」のネタからできたコーナー。
そやなぁのコーナーに派生したため終了。

## ポイント制
- 談志のコーナー、そやなぁのコーナーでネタを読まれると1ポイント、最優秀作品は3ポイント。月ごとに一番ポイントを集めるとホームラン王として特製ホームランボールがプレゼントされる。

## ネット配信
この番組はネット配信されている。（MBSサウンドキングダムに寄せられた本人のコメントによれば、佐藤竹善（SING LIKE TALKING）もネット配信で欠かさず聴いているほど、この番組のファンとのこと。）その為、関西地区以外のリスナーや海外のリスナーからもネタが投稿される。ネット配信では本編では時間内に収まりきらずにカットされたトークやネタがノーカットで配信される。しかし、著作権の関係上BGMはカットされる。
復活前
wma形式のストリーミング配信。
復活後
mp3形式のポッドキャスト配信。毎週水曜日から最新回が配信される。